# 李汝寬
李汝寛（1516年—？），字嚴夫，號戒菴，山西平阳府解州聞喜縣人，匠籍，明朝政治人物。

## 生平
丁酉科（1537年）山西鄉試第四名。嘉靖三十五年（1556年）三甲第二十九名進士。兵部观政，授直隶清丰县知县，三十八年官至大理寺評事。致仕。

## 家族
曾祖李景，贈戶部主事；祖父李瀛；父李孔休，歲貢生。母王氏；繼母王氏；繼母楊氏。兄汝重（知县）、汝厚、弟汝楫、汝沉（生员）、汝式、汝勤、汝静（生员）、汝儉、汝瞻（生员）、汝知、汝器。